# غولسبونغ
غولسبونغ (بالسويدية: Gullspång) هي بلدة سويدية واحدى مركزين لبلدية غولسبونغ في مقاطعة فاسترا غوتلاند. المركز الآخر للبلدية هي بلدة هوفا. بلغ عدد سكان غولسبونغ 1,167 نسمة عام 2010.